# Marsilly (Charente-Maritime)
Pour les articles homonymes, voir Marsilly.
Marsilly est une commune du Sud-Ouest de la France, située dans la partie nord-ouest du département de la Charente-Maritime (région Nouvelle-Aquitaine). Ses habitants sont appelés les Marsellois et les Marselloises.
De tradition mytilicole et agricole, Marsilly s'est transformée progressivement en une commune résidentielle de la seconde couronne de l'Aire d'attraction de la Rochelle.
Son activité mytilicole et ostréicole, son golf de 18 trous et son chemin côtier paysagé font partie des principaux attraits de la ville.

## Géographie

### Situation géographique
Située au nord de La Rochelle, sur le pertuis Breton face à l'île de Ré, Marsilly est avant tout une commune littorale.
Sur un plan plus général, Marsilly est située dans le Sud-Ouest de la France, au centre de la côte atlantique dont elle est riveraine, faisant partie du « Midi atlantique ».

### Le cadre géographique
Marsilly possède un intéressant trait de côte constitué à la fois de falaises et de terres basses qui s'égrènent sur environ cinq kilomètres.
- Les falaises blanches et calcaires du jurassique surplombent l'océan d'une dizaine de mètres environ. Elles sont situées sur le nord-est de la commune et se terminent à la limite de la commune d'Esnandes au lieu-dit Coup de Vague, ces dernières se prolongent de nouveau jusqu'à la pointe Saint-Clément (toujours sur la commune voisine d'Esnandes) où commence le Marais poitevin. La côte à falaises débute au site de la Pelle, petit port mytilicole situé au cœur du littoral de la commune.
- Au sud-ouest de la commune et à partir du site de la Pelle apparaît la côte basse qui correspond à un ancien marais comblé dont la zone littorale est adonnée en partie à la mytiliculture, pratique maritime dont l'activité s'est fortement développée à partir de la seconde moitié du XIXe siècle. Cette côte basse qui se prolonge au sud-ouest est de nouveau stoppée par une nouvelle côte à falaises à partir de la pointe de Dignolet, située cette fois dans la commune voisine de Nieul-sur-Mer.

C'est dans cette partie du marais comblé qu'a été aménagé en bordure du littoral le grand terrain du golf de la Prée, dont le toponyme explique à lui seul l'origine première du marais qui était un pré salé pour l'élevage bovin.

### Hameaux et lieux-dits
Outre le chef-lieu de commune, seul un gros village est présent dans la commune et quelque deux ou trois écarts répartis sur les hauteurs calcaires à l'est de la commune.
- Nantilly (hameau homonyme de la commune de Nantilly dans la Haute-Saône) est le village principal de la commune après le chef-lieu de commune. Il forme aujourd'hui une unique agglomération avec Marsilly.
- L'agriculture est à l'origine de quelques écarts qui se sont constitués sur les parties élevées de la commune, correspondant au promontoire calcaire de l'Aunis. Il s'agit notamment des écarts de la Casse, en limite de la commune de Saint-Xandre au sud-est de Marsilly, et de la Richardière, près du golf de la Prée. Quant à l'écart de la Cave, à l'ouest de Marsilly, il a été aggloméré à l'ensemble Marsilly-Nantilly du fait de la poussée urbaine de la commune.

### Communes limitrophes
|                  | Esnandes      |              |
| Océan Atlantique | Marsilly      | Villedoux    |
|                  | Nieul-sur-Mer | Saint-Xandre |

## Urbanisme

### Typologie
Au 1er janvier 2024, Marsilly est catégorisée bourg rural, selon la nouvelle grille communale de densité à 7 niveaux définie par l'Insee en 2022.
Elle appartient à l'unité urbaine de Marsilly, une unité urbaine monocommunale constituant une ville isolée,. Par ailleurs la commune fait partie de l'aire d'attraction de La Rochelle, dont elle est une commune de la couronne,. Cette aire, qui regroupe 72 communes, est catégorisée dans les aires de 200 000 à moins de 700 000 habitants,.
La commune, bordée par l'océan Atlantique, est également une commune littorale au sens de la loi du 3 janvier 1986, dite loi littoral. Des dispositions spécifiques d’urbanisme s’y appliquent dès lors afin de préserver les espaces naturels, les sites, les paysages et l’équilibre écologique du littoral, tel le principe d'inconstructibilité, en dehors des espaces urbanisés, sur la bande littorale des 100 mètres, ou plus si le plan local d’urbanisme le prévoit.

### Occupation des sols
L'occupation des sols de la commune, telle qu'elle ressort de la base de données européenne d’occupation biophysique des sols Corine Land Cover (CLC), est marquée par l'importance des territoires agricoles (82,7 % en 2018), en diminution par rapport à 1990 (86,3 %). La répartition détaillée en 2018 est la suivante : 
terres arables (80,7 %), zones urbanisées (12,1 %), espaces verts artificialisés, non agricoles (5,2 %), zones agricoles hétérogènes (2 %). L'évolution de l’occupation des sols de la commune et de ses infrastructures peut être observée sur les différentes représentations cartographiques du territoire : la carte de Cassini (XVIIIe siècle), la carte d'état-major (1820-1866) et les cartes ou photos aériennes de l'IGN pour la période actuelle (1950 à aujourd'hui).

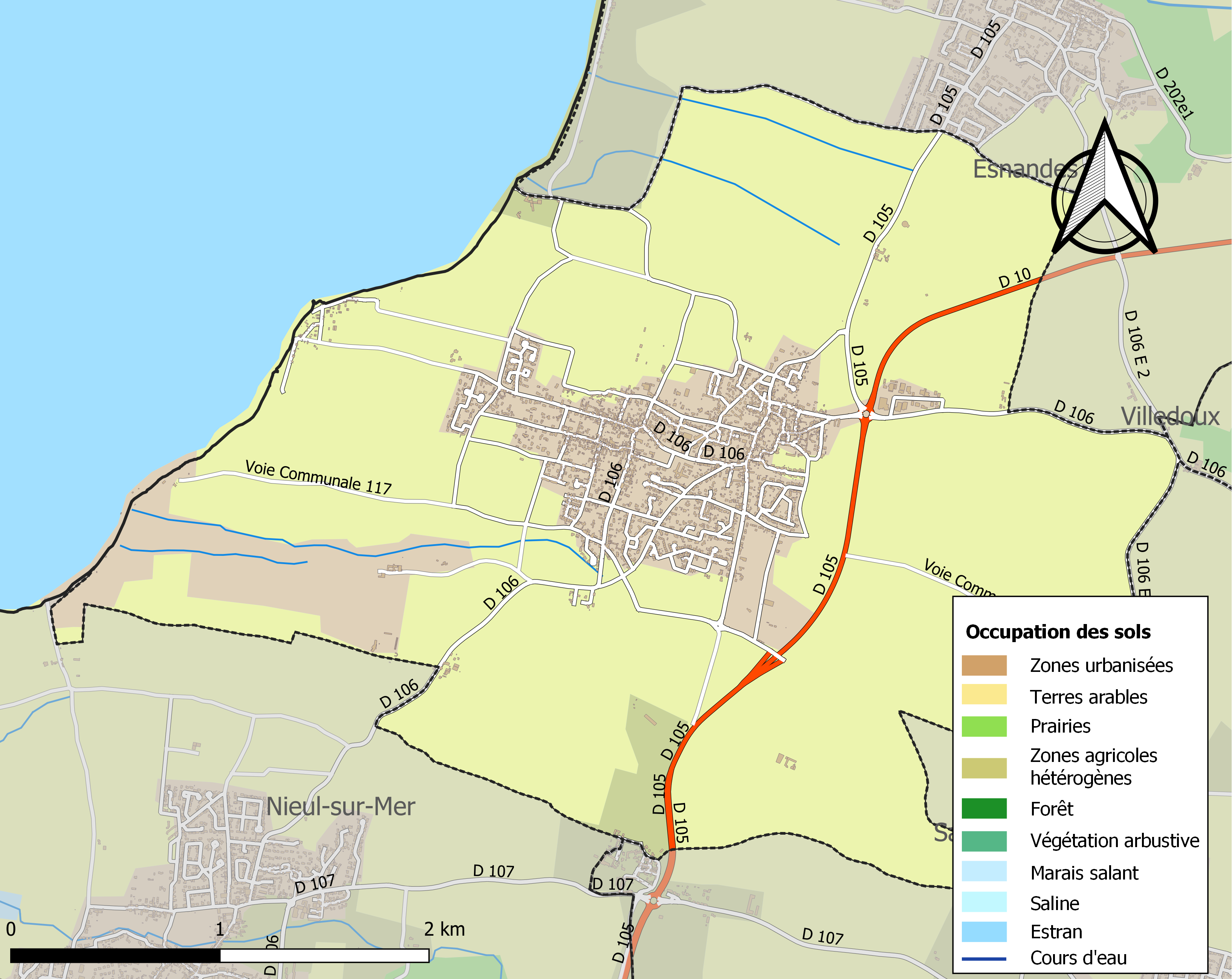
Carte des infrastructures et de l'occupation des sols de la commune en 2018 (CLC).

### Risques majeurs
Le territoire de la commune de Marsilly est vulnérable à différents aléas naturels : météorologiques (tempête, orage, neige, grand froid, canicule ou sécheresse), inondations, mouvements de terrains et séisme (sismicité modérée). Il est également exposé à un risque technologique,  le transport de matières dangereuses. Un site publié par le BRGM permet d'évaluer simplement et rapidement les risques d'un bien localisé soit par son adresse soit par le numéro de sa parcelle.

#### Risques naturels
La commune fait partie du territoire à risques importants d'inondation (TRI) de La Rochelle-Île de Ré, regroupant 21 communes concernées par un risque de submersion marine de la zone côtière, un des 21 TRI qui ont été arrêtés fin 2012 sur le bassin Loire-Bretagne et confirmé en 2018 lors du second cycle de la Directive inondation. Les submersions marines les plus marquantes des XXe et XXIe siècles antérieures à 2019 sont celles liées à la tempête du 9 février 1924, à la tempête du 15 février 1957, aux tempêtes Lothar et Martin des 26 et 27 décembre 1999 et à la tempête Xynthia des 27 et 28 février 2010. Cette tempête a eu pour conséquence l’instauration de zones de solidarité, où les parcelles considérées comme trop dangereuses pour y maintenir des maisons pouvaient à terme être expropriées (Loix, La Flotte, Nieul-sur-Mer, La Rochelle,…). Des cartes des surfaces inondables ont été établies pour trois scénarios : fréquent (crue de temps de retour de 10 ans à 30 ans), moyen (temps de retour de 100 ans à 300 ans) et extrême (temps de retour de l'ordre de 1 000 ans, qui met en défaut tout système de protection),. La commune a été reconnue en état de catastrophe naturelle au titre des dommages causés par les inondations et coulées de boue survenues en 1982, 1993, 1999 et 2010,.

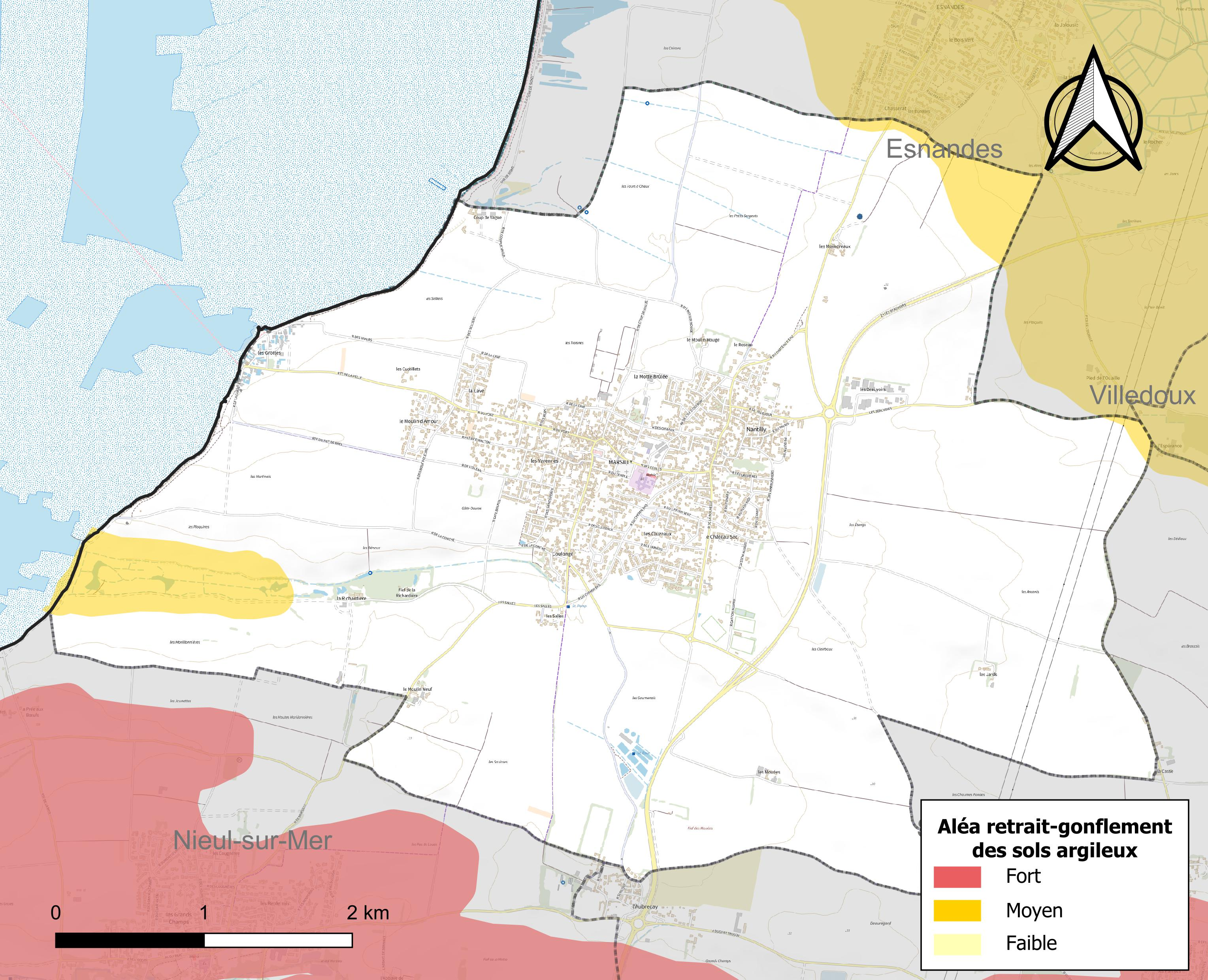
Carte des zones d'aléa retrait-gonflement des sols argileux de Marsilly.

Les mouvements de terrains susceptibles de se produire sur la commune sont des tassements différentiels.
Le retrait-gonflement des sols argileux est susceptible d'engendrer des dommages importants aux bâtiments en cas d’alternance de périodes de sécheresse et de pluie. 4,3 % de la superficie communale est en aléa moyen ou fort (54,2 % au niveau départemental et 48,5 % au niveau national). Sur les 1 431 bâtiments dénombrés sur la commune en 2019,  aucun n'est en aléa moyen ou fort, à comparer aux 57 % au niveau départemental et 54 % au niveau national. Une cartographie de l'exposition du territoire national au retrait gonflement des sols argileux est disponible sur le site du BRGM,.
Par ailleurs, afin de mieux appréhender le risque d’affaissement de terrain, l'inventaire national des cavités souterraines permet de localiser celles situées sur la commune.
Concernant les mouvements de terrains, la commune a été reconnue en état de catastrophe naturelle au titre des dommages causés par la sécheresse en 1989, 1991, 2003, 2005 et 2017 et par des mouvements de terrain en 1999 et 2010.

#### Risques technologiques
Le risque de transport de matières dangereuses sur la commune est lié à sa traversée par une ou des infrastructures routières ou ferroviaires importantes ou la présence d'une canalisation de transport d'hydrocarbures. Un accident se produisant sur de telles infrastructures est susceptible d’avoir des effets graves sur les biens, les personnes ou l'environnement, selon la nature du matériau transporté. Des dispositions d’urbanisme peuvent être préconisées en conséquence.

## Toponymie
De l'anthroponyme gallo-romain Marcilius, suivi du suffixe -acum. Elle est attestée sous les formes Marcileum en 892 et 1195, Marciliaco en 1269.

## Histoire
Les chercheurs aurait trouvé deux sites à sel protohistoriques (façon qu'avaient les gaulois d'extraire le sel) : le domaine de Marcilius aurait pu être détruit par les pirates au moment des troubles du IIIe siècle.
C'est une charte de 892 qui nomme Marcileum pour la première fois. Beaucoup plus tard, en 1185, dans les archives de l'abbaye de Fontevraud, maison-mère de l'Ordre de Fontevraud, Marcileum est mentionné. L'abbaye a des terres et des maisons à Marsilly. La forme du nom n'est pas fixée, Marcileum, Marcilenum, Marcille dans « Le grand fief d'Aunis » qui est un inventaire de toutes les possessions d'Alphonse de Saintonge, frère de Saint Louis, et des sommes qu'il en tirera.
Alphonse de Poitiers
Lorsqu'il prend possession des domaines qu'il doit administrer, Alphonse de Poitiers, frère de Saint Louis, fait dresser un inventaire des biens qu'il a dans chaque paroisse.
À Marsilly, ce sont des vignes, 19 parcelles cultivées par des particuliers et 16 par les ordres religieux, qui doivent leur redevance au collecteur d'impôts Alphonse.
Ces vignes sont cultivées par les religieux. Elles sont concédées à des gens du village qui paient une redevance à l'ordre religieux. En 1270, le prieur de la nouvelle aumônerie doit à la Maison de Roncevaux pour les vignes qu'il doit cultiver : 12 sols à Pâques et 12 sols à la Saint Jean-Baptiste. Toutes les terres sont prises dans ce réseau des droits à payer par les uns les autres.
Les Seigneurs
L'Ouest émerge lentement de la brume des premiers siècles. Les premiers seigneurs apparaissent au Xe siècle. Le seigneur d'Aunis est le seigneur de Châtelaillon qui est la ville importante de la région. Celui-ci est le vassal du comte du Poitou, duc d'Aquitaine. Leurs relations orageuses entraînent l'anéantissement de Châtelaillon et l'essor de La Rochelle après un long siège. La seigneurie de Marsilly dépend du château de La Rochelle, à qui elle paie une redevance en nature : une paire d’éperons dorés.
Faits de guerre
La région a été zone d'insécurité. Le danger venait de la mer. L'histoire nomme des Normands, les Saxons. Mais il y avait les pirates de toutes sortes, plus ou moins alliés aux anglais. Un vieux mur sur la route d'Esnandes, à la sortie de Nantilly, est percé de fentes d'où le guetteur pouvait surveiller la mer. Plus tard le danger venait de la terre durant les guerres de religion.
Le premier habitat gallo-romain, a disparu certainement du fait des pirates. L'histoire parle, au IXe siècle d'une descente de Normands entre Marans et Le Plomb. Ce n'est pas une grande précision.
1230 : Louis IX, Saint Louis, ordonne une enquête pour recenser les exactions commises pendant la conquête du territoire repris aux anglais.
1628
Avant le Grand Siège de La Rochelle, en 1628, il ne fait pas bon voyager. Un propriétaire aurait besoin d'actes notariés qui se trouvent à Niort. Mais le déplacement n'est pas possible, en raison de « l'insécurité des chemins » : bandes armées, bandits.
Tiré du livre de Françoise Lafon Petite Histoire de Marsilly.

### Jumelage
La ville est jumelée avec la ville de Baltimore (Irlande).

## Administration

### Liste des maires
| Période                                  | Période                   | Identité               | Étiquette | Qualité                                     |
| ---------------------------------------- | ------------------------- | ---------------------- | --------- | ------------------------------------------- |
| mars 1989 [réf. nécessaire]              | juin 1995                 | Jean-Bernard Chourrau  |           |                                             |
| juin 1995                                | mars 2008                 | Jacques Cornélis       | DVD       | Commerçant Chevalier de la Légion d'honneur |
| mars 2008                                | décembre 2012 (démission) | Aimé Gloux             | DVG       | Retraité de l’Éducation nationale           |
| janvier 2013                             | mars 2014                 | Marie-Thérèse Delahaye | DVG       | Retraitée                                   |
| mars 2014                                | en cours                  | Hervé Pineau           | SE        | Cadre supérieur                             |
| Les données manquantes sont à compléter. |                           |                        |           |                                             |

### Canton
Marsilly a fait partie du canton de La Rochelle-Ouest, puis au canton de La Rochelle-5 de 1985 à 2015. Elle appartient désormais au canton de Lagord.

### Intercommunalité
La commune de Marsilly fait partie intégrante de la Communauté d'agglomération de La Rochelle dont elle est l'une des 28 communes qui constituent l'intercommunalité la plus peuplée de la Charente-Maritime mais aussi de l'ancienne région Poitou-Charentes.

## Démographie

### Une commune résidentielle dynamique
Située à 8 km au nord de La Rochelle, Marsilly s'est transformée progressivement en une commune résidentielle de la grande banlieue de La Rochelle, aujourd'hui très recherchée grâce à son cadre de vie et à sa proximité du littoral.
Marsilly doit son essor urbain depuis le lendemain de la Seconde Guerre mondiale à sa relative proximité de La Rochelle.

L'évolution du nombre d'habitants est connue à travers les recensements de la population effectués dans la commune depuis 1793. Pour les communes de moins de 10 000 habitants, une enquête de recensement portant sur toute la population est réalisée tous les cinq ans, les populations de référence des années intermédiaires étant quant à elles estimées par interpolation ou extrapolation. Pour la commune, le premier recensement exhaustif entrant dans le cadre du nouveau dispositif a été réalisé en 2008.

En 2022, la commune comptait 3 185 habitants, en évolution de +6,06 % par rapport à 2016 (Charente-Maritime : +4,04 %, France hors Mayotte : +2,11 %).
| 1793  | 1800 | 1806 | 1821 | 1831 | 1836 | 1841 | 1846 | 1851 |
| ----- | ---- | ---- | ---- | ---- | ---- | ---- | ---- | ---- |
| 1 128 | 849  | 777  | 806  | 850  | 914  | 931  | 945  | 932  |

| 1856 | 1861  | 1866  | 1872 | 1876 | 1881 | 1886 | 1891 | 1896 |
| ---- | ----- | ----- | ---- | ---- | ---- | ---- | ---- | ---- |
| 933  | 1 003 | 1 043 | 975  | 942  | 975  | 981  | 902  | 916  |

| 1901 | 1906 | 1911 | 1921 | 1926 | 1931 | 1936 | 1946 | 1954 |
| ---- | ---- | ---- | ---- | ---- | ---- | ---- | ---- | ---- |
| 901  | 871  | 875  | 781  | 794  | 731  | 743  | 796  | 890  |

| 1962 | 1968  | 1975  | 1982  | 1990  | 1999  | 2006  | 2008  | 2013  |
| ---- | ----- | ----- | ----- | ----- | ----- | ----- | ----- | ----- |
| 914  | 1 005 | 1 467 | 1 759 | 1 926 | 2 203 | 2 438 | 2 504 | 2 844 |

| 2018  | 2022  | - | - | - | - | - | - | - |
| ----- | ----- | - | - | - | - | - | - | - |
| 3 087 | 3 185 | - | - | - | - | - | - | - |

### Une commune urbaine de la seconde couronne de La Rochelle

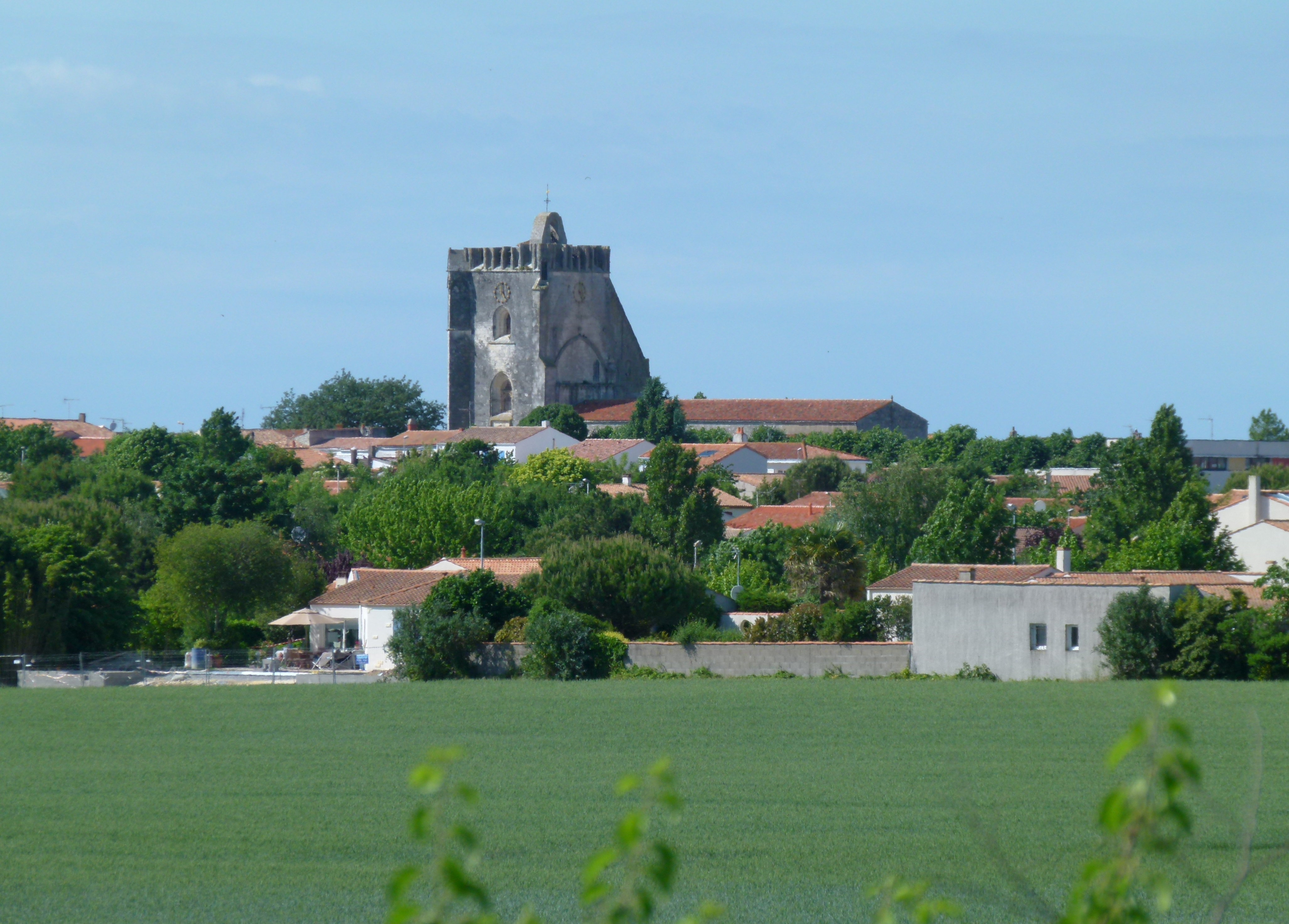
Marsilly a gardé un cachet rural malgré sa forte urbanisation.

Cette petite ville a aggloméré progressivement au noyau urbain de Marsilly le grand village de Nantilly, à l'est, pour former une commune urbaine, classée comme telle au recensement de 1999.
Depuis le lendemain de la Seconde Guerre mondiale jusqu'au début du XXIe siècle, Marsilly a vu tripler sa population et cette croissance démographique a été continue, mais elle est s'est surtout accélérée à partir du recensement de 1975. La commune a franchi deux seuils démographiques importants ; tout d'abord, pour la première fois de son histoire démographique, elle a dépassé le seuil des 1 000 habitants en 1968, puis celui des 2 000 habitants en 1999. Marsilly fait maintenant partie de la seconde couronne de l'aire urbaine de La Rochelle et elle est l'une des communes qui affichent une croissance démographique parmi les plus soutenues et les plus dynamiques de la zone rochelaise.
De fait, sa densité de population qui est de 207 hab./km2 en 2007 en fait l'une des communes les plus densément peuplées du département de la Charente-Maritime. Comparée à celle du département, elle y est plus de deux fois plus élevée (88 hab./km2).

### L'évolution de l'urbanisation
L'urbanisation s'est développée fortement à partir des années 1970, au moment du phénomène de la péri-urbanisation qui a touché toutes les communes périphériques des grandes agglomérations urbaines. Le front d'urbanisation boude cependant la zone littorale, trop fragile et fortement protégée par la loi littorale, et se développe en conséquence au cœur même du promontoire calcaire qu'occupe la commune aux dépens des terres agricoles et en limite du marais méridional de La Prée. Le noyau urbain de Marsilly-Nantilly est limité à l'est par la nouvelle rocade de contournement de l'agglomération (la D10 qui relie La Rochelle au département de la Vendée) près de laquelle une zone d'activités a été aménagée. L'urbanisation de la commune se fait au nord en direction d'Esnandes et a progressé vers l'ouest en incluant le hameau de la Cave.

## Économie
Par sa situation géographique en bordure de l'océan Atlantique, Marsilly s'est tournée comme les communes voisines d'Esnandes et de Nieul-sur-Mer vers la pratique de la mytiliculture qui constitue encore aujourd'hui une activité importante pour l'économie de la commune avec 30 exploitations conchylicoles recensées.
Si l'agriculture est encore pratiquée sur le promontoire calcaire de l'Aunis sur lequel se situe tout le finage communal de Marsilly, elle s'est essentiellement tournée vers la céréaliculture intensive (blé et orge) et les cultures industrielles (colza et tournesol). L'élevage a complètement disparu au tournant du nouveau siècle, à l'exception notable d'une ferme originale où sont élevées des autruches pour la viande depuis 1998. En tout, 11 exploitations agricoles sont en activité dans la commune de Marsilly.
Globalement, les activités du secteur primaire (agriculture et mytiliculture) occupent un habitant sur dix de la population active, la majorité des emplois se trouvant dorénavant dans le secteur du bâtiment et des activités connexes au bâtiment avec 14 établissements en activité et 6 entreprises sont répertoriées dans le domaine de l'industrie. Mais c'est dans le commerce (17 établissements répertoriés) et les services (17 établissements également répertoriés) que les emplois sont majoritaires.
Cependant, la commune est largement tributaire des activités économiques de l'agglomération rochelaise, grande pourvoyeuse d'emplois.
Le tourisme est une activité en essor depuis l'implantation d'un important terrain de golf de 18 trous, le golf de la Prée.
La population active s'élève à 46,7 %.

## Équipements et services

### Les équipements socio-culturels
Les principaux équipements collectifs présents sur la commune sont les suivants sur le plan social et culturel :
- une bibliothèque municipale,
- un centre aéré,
- le groupe scolaire Jean Ferrat : une école maternelle et une école primaire

Il existe un SIVU éducatif.

### Les services de la santé
Marsilly dispose d'un certain nombre de services dans les secteurs médical et paramédical qui se sont développés grâce à sa proximité de l'agglomération de La Rochelle et à sa croissance démographique régulière et soutenue.
Les services médicaux
La population dispose de deux cabinets médicaux regroupant quatre médecins généralistes et d'un cabinet en soins dentaires, tous situés dans le centre-ville.
Le Centre hospitalier le plus proche est celui de  La Rochelle, situé à une dizaine de kilomètres au sud et demeurant le plus grand hôpital du département de la Charente-Maritime.
Les services paramédicaux
Dans ce domaine, Marsilly est équipée d'un centre en soins infirmiers, d'un cabinet de kinésithérapie, d'un cabinet de pédicure-podologue et d'une pharmacie.
Concernant les services d'urgence médicale, la commune dépend du Groupe hospitalier de La Rochelle-Ré-Aunis.

### Les équipements sportifs
La ville est pourvue de divers équipements sportifs :
- une salle omnisport,
- un court de tennis,
- des terrains de sports collectifs,
- un golf de 18 trous.

## Lieux et monuments

### Église Saint-Pierre

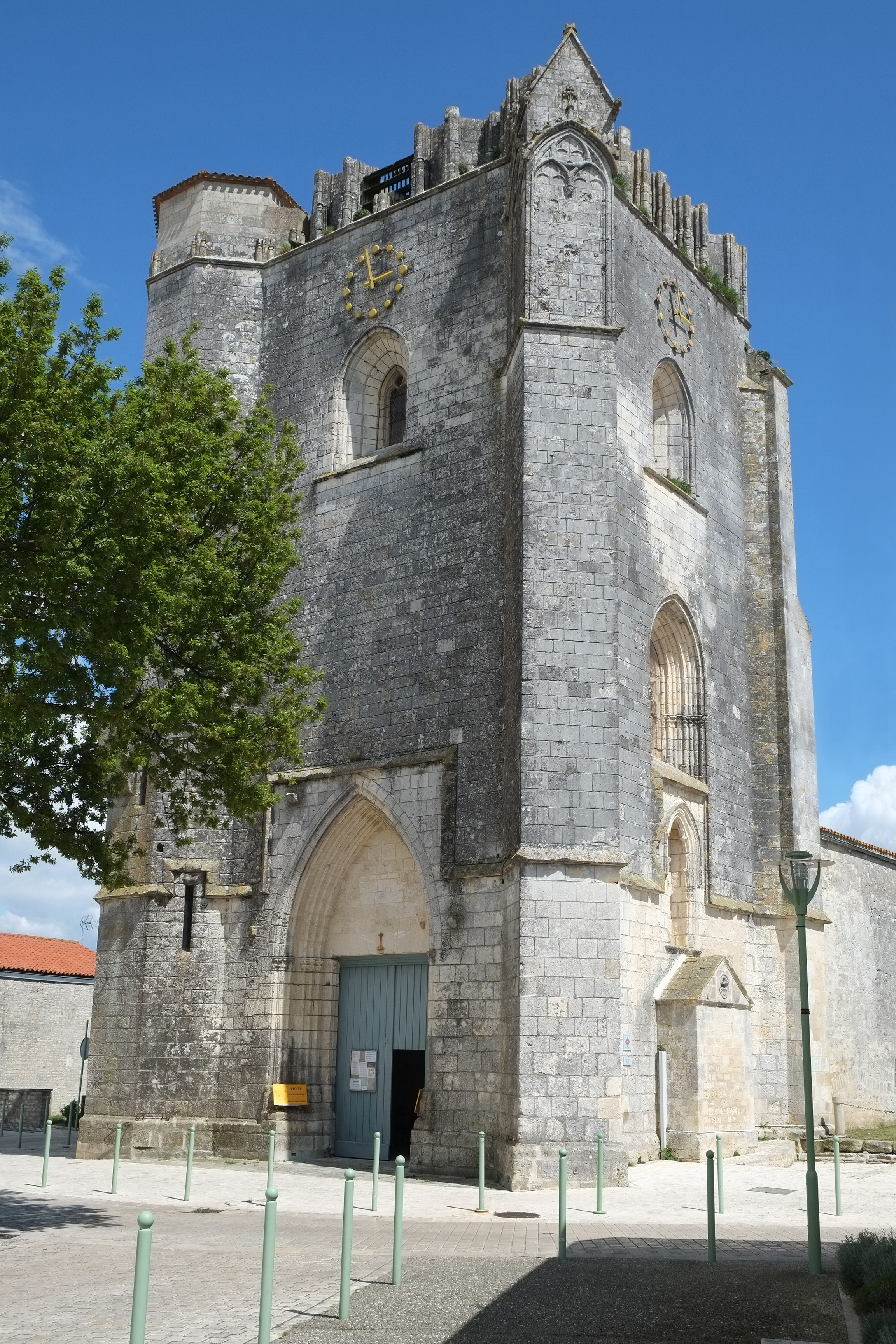
Le clocher-porche de l'église Saint-Pierre.

L'église appartenait primitivement à un prieuré dépendant de l'abbaye de Saint-Michel-en-l'Herm.
À la suite des affres de la guerre de Cent Ans, cet édifice religieux est reconstruit et fortifié aux XIVe et XVe siècles. Le clocher, qui a l'aspect d'un véritable donjon, formait le lien avec l'ensemble des fortifications par un escalier qui le reliait à une échauguette, départ du chemin de ronde.
Le clocher et une partie du pignon de façade sont les seuls vestiges de ce grand édifice gothique qui subit pendant les guerres de Religion d'importantes destructions.
La nef a été reconstruite en 1608, puis modifiée dans le courant du XIXe siècle.
Le clocher comporte à l'intérieur de nombreux graffiti. La tradition locale attribue le nom de salle des Pèlerins  à l'étage voûté du clocher, ce qui semble se justifier par certains graffiti. Les graffiti datent du XIIe siècle, réalisés lors de la construction du clocher (1143). Cet ensemble représente une scène qui n'est pas sans rappeler la célèbre tapisserie de Bayeux, avec deux forteresses et deux armées qui s'affrontent. Cette découverte a généré par la suite un inventaire exhaustif des graffiti sur tout le territoire de la Haute Saintonge. Des scènes moins importantes ont été découvertes sous les enduits mais également des personnages dont des rois et des cavaliers, des animaux comme des paons, ou encore des objets comme des nefs évoquant les pèlerinages vers Saint-Jacques-de-Compostelle où les pèlerins embarquaient à Blaye en Gironde, près de la Haute Saintonge.
Le clocher a été classé monument historique le 27 août 1907.

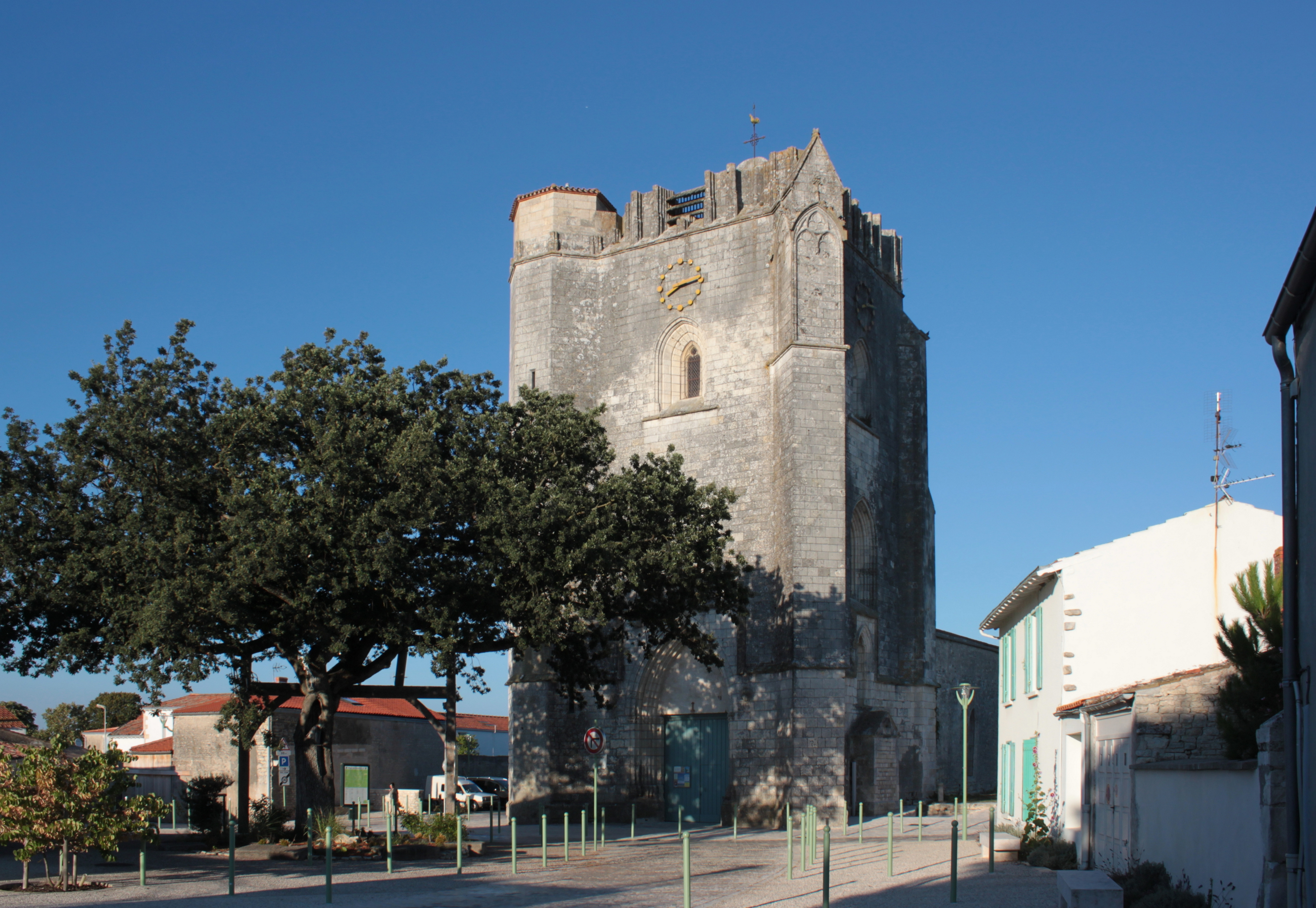
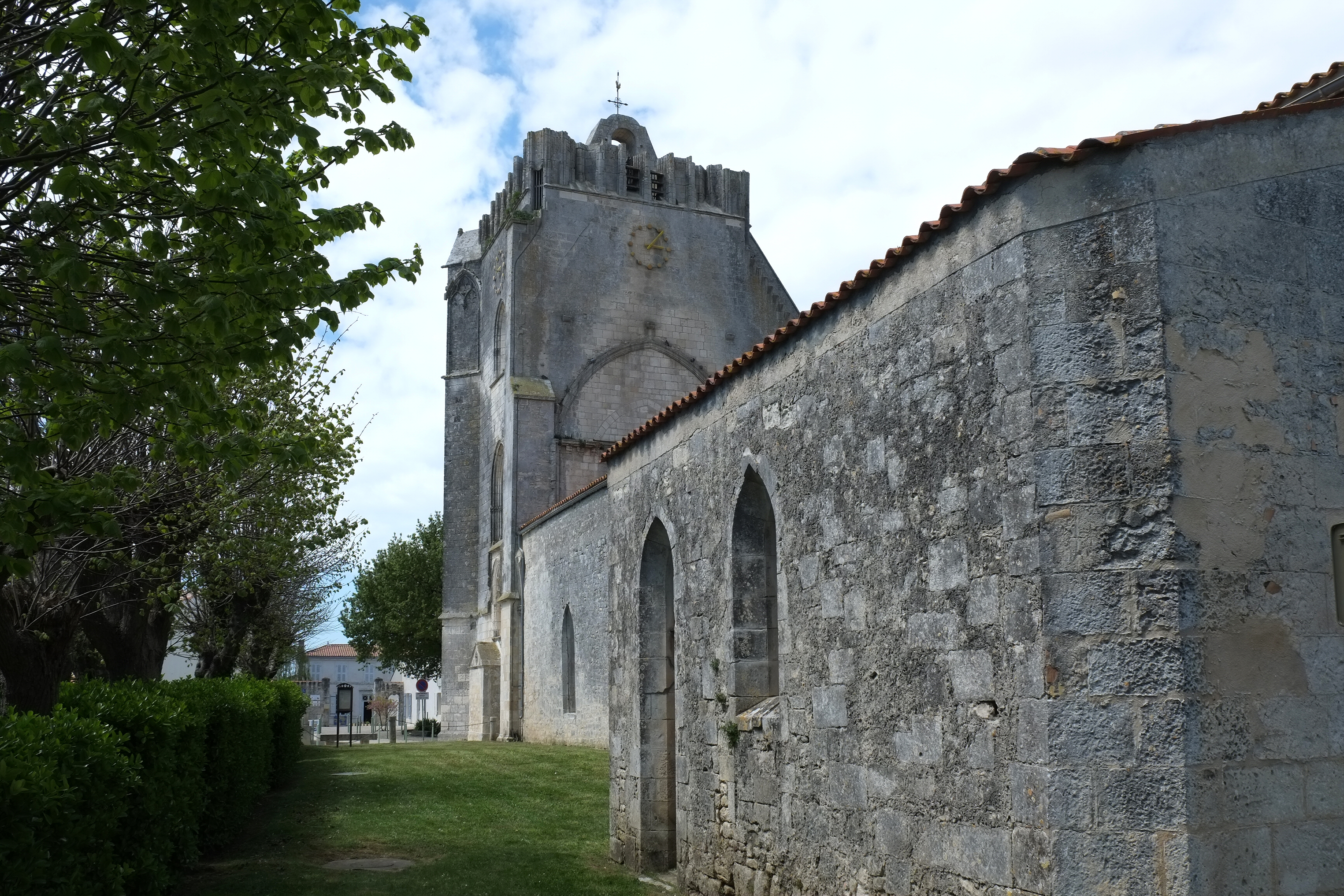
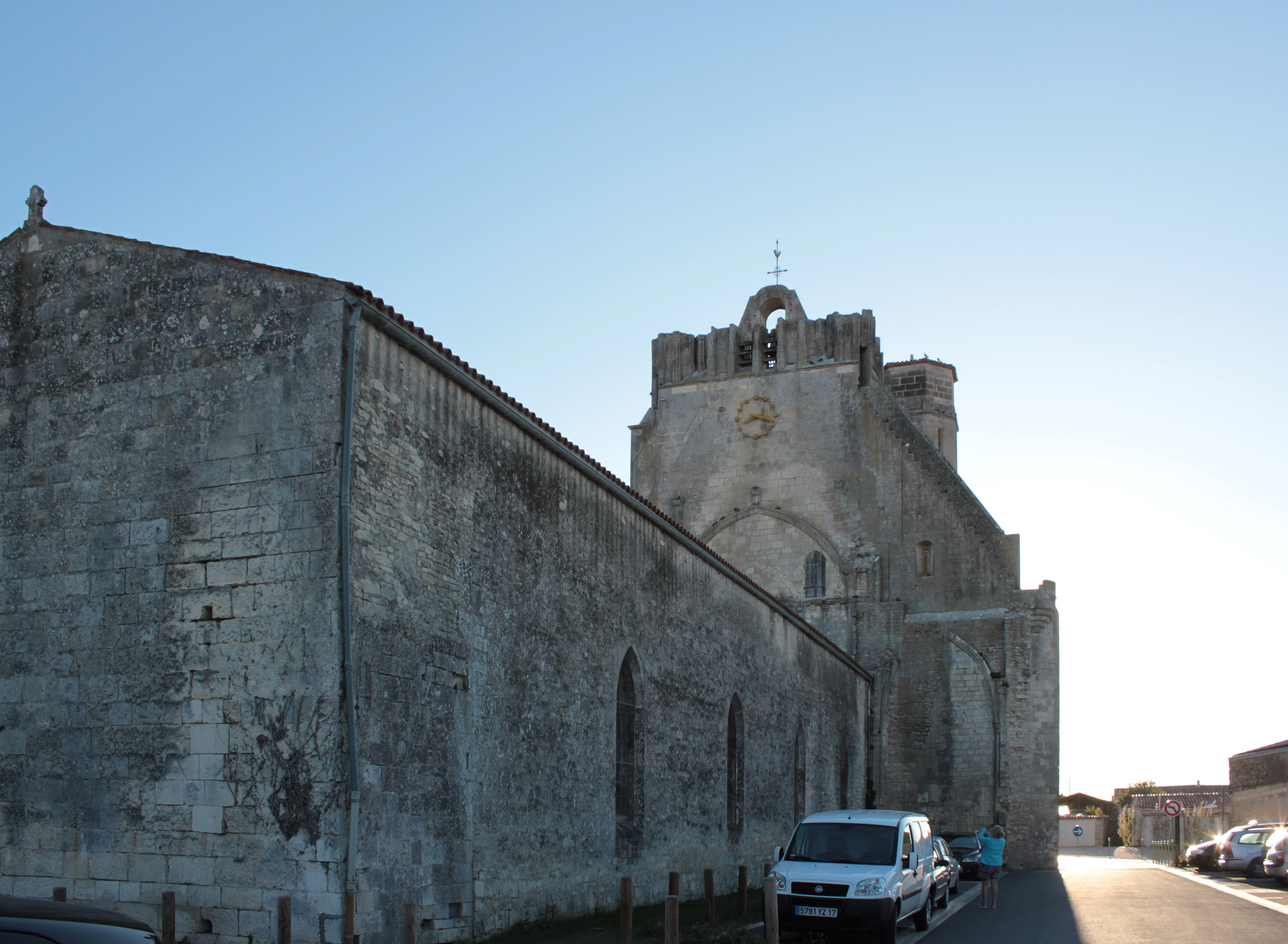
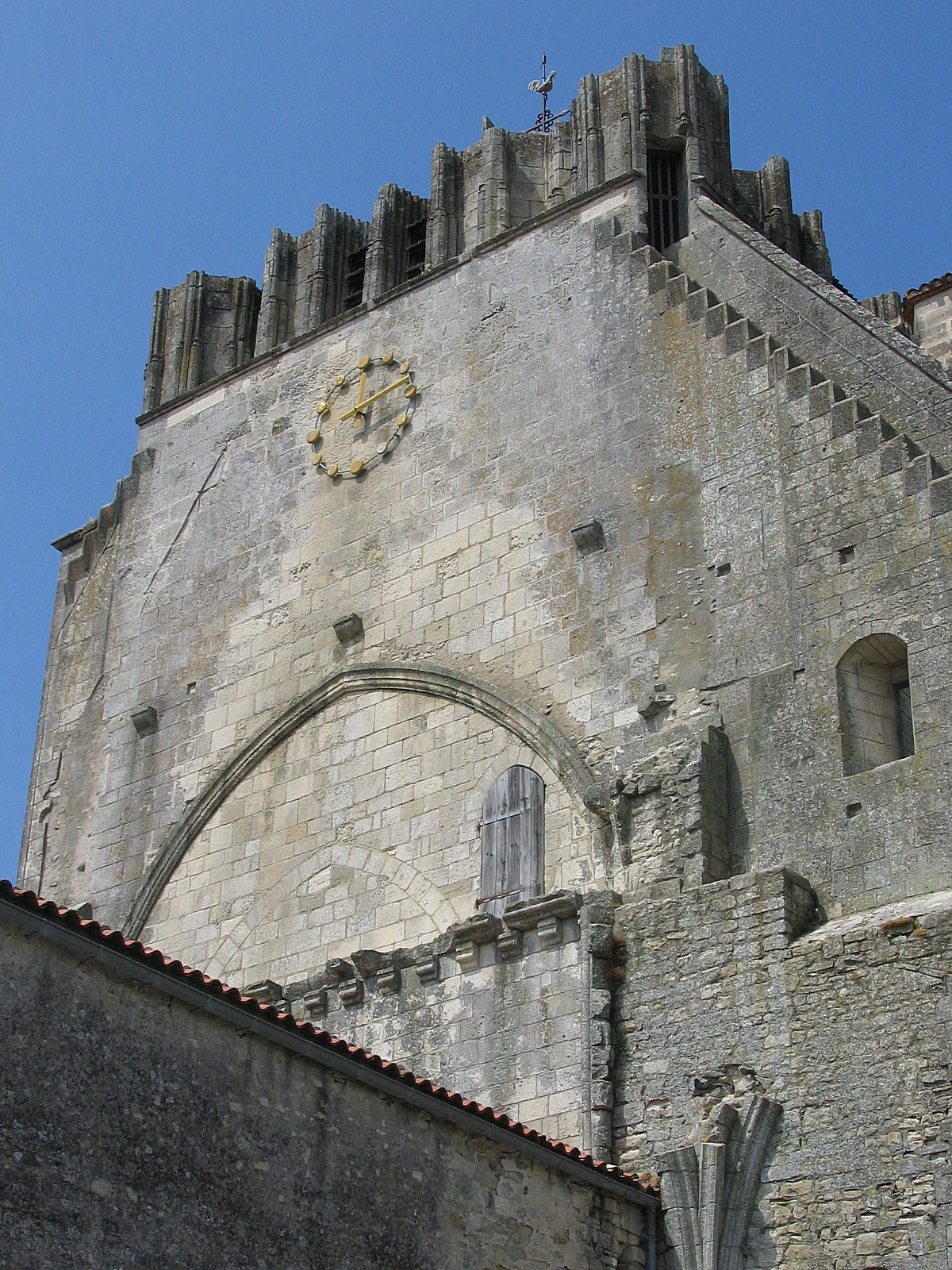
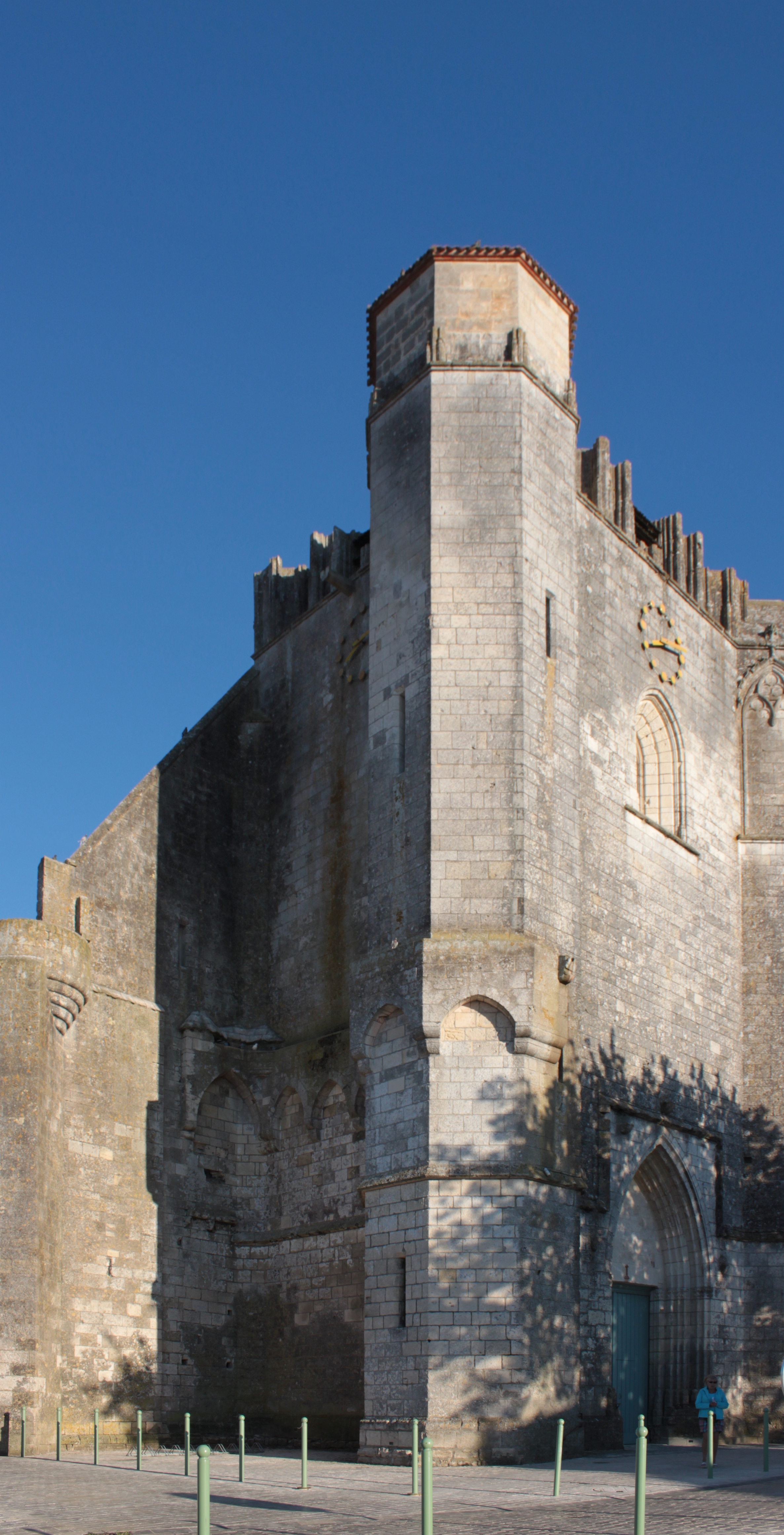
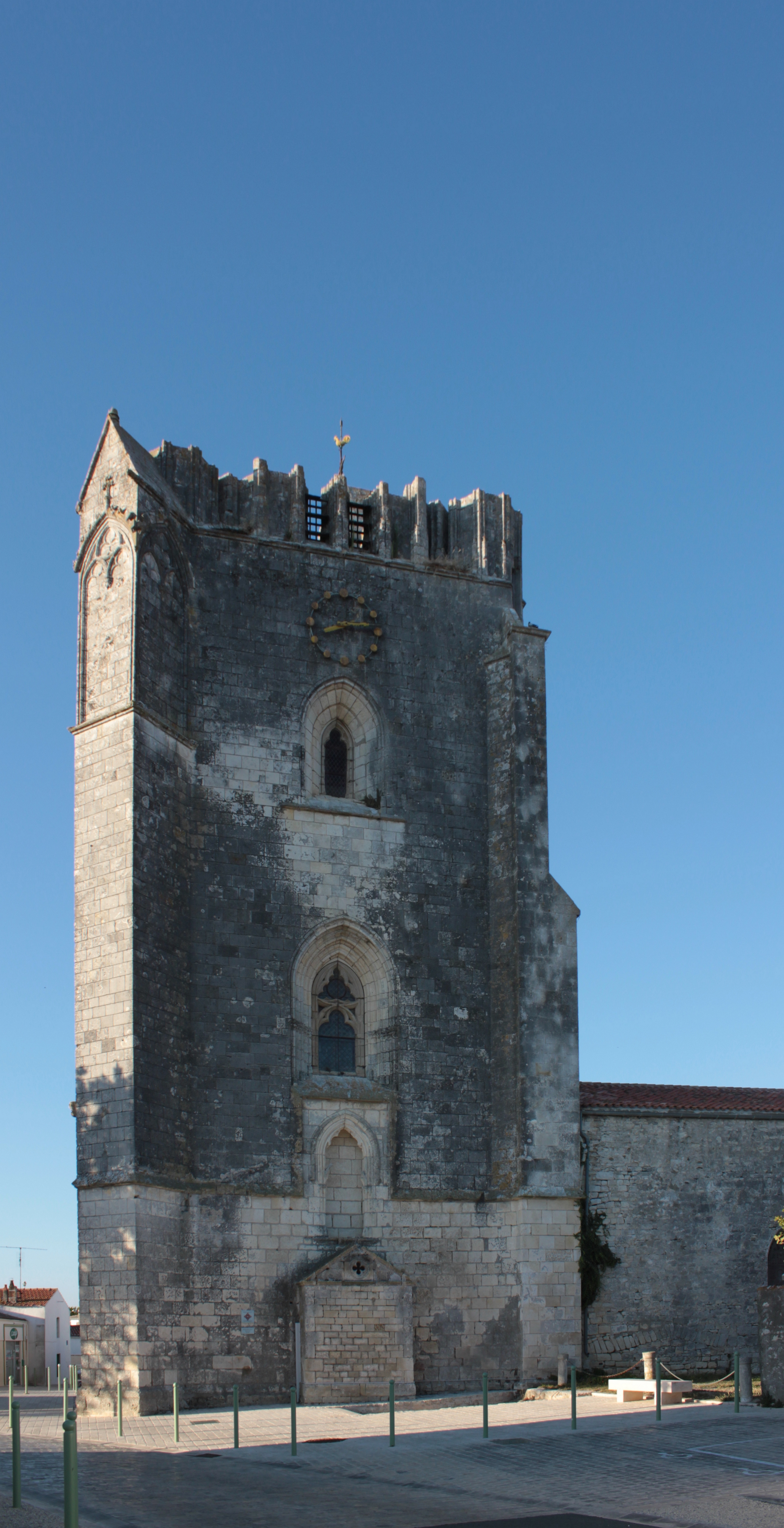
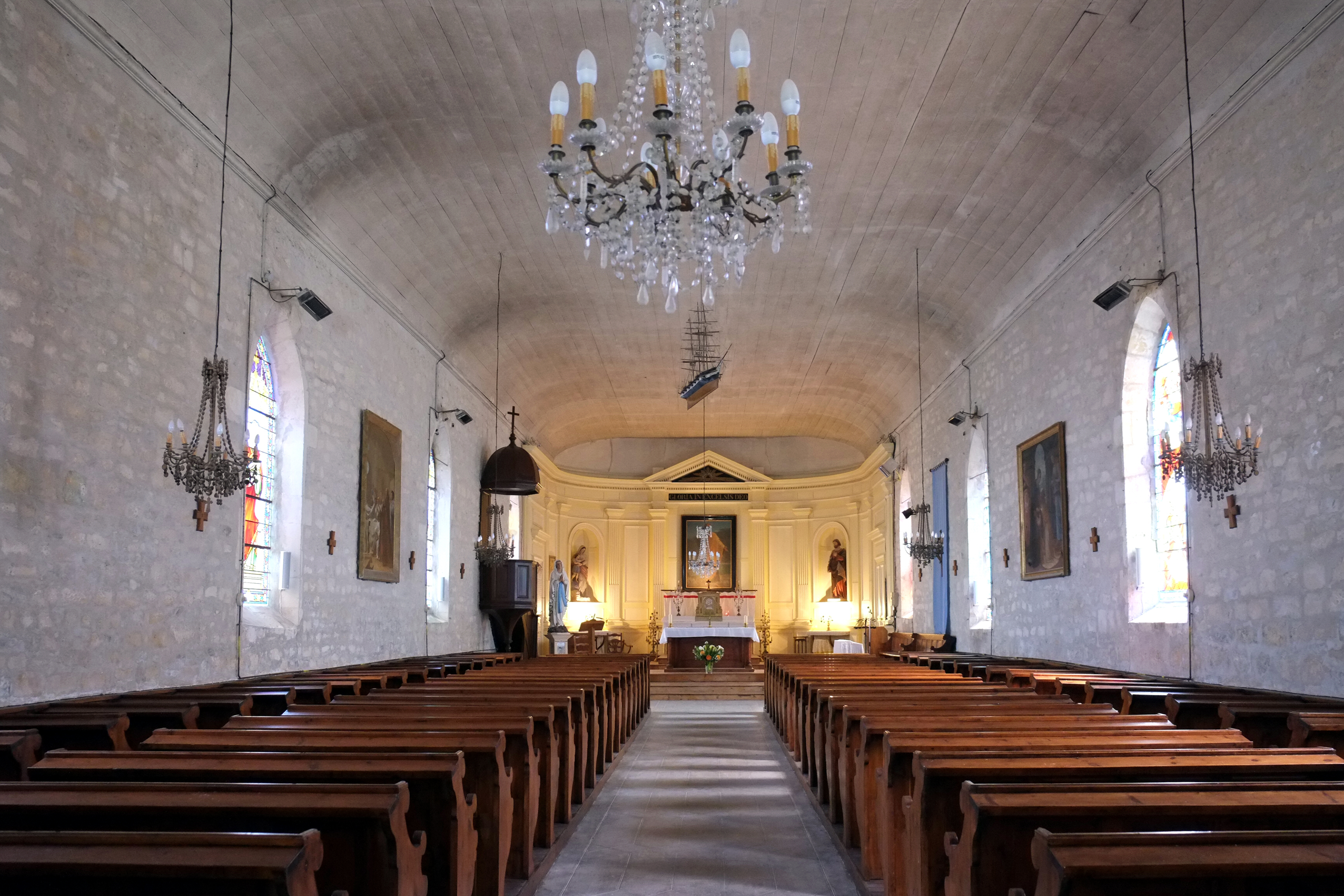

### L'arbre de la Liberté
Le 9 décembre 1792, un chêne chevelu est planté devant l'église Saint-Pierre et porte le nom d'« arbre de la Liberté ». Il est haut de 12 mètres et a une envergure de 19 mètres par 18 mètres.
Ce chêne est labellisé « Arbre remarquable de France » par l'association A.R.B.R.E.S en 2015.

### Le chemin côtier
La ville bénéficiant d'une façade maritime sur le pertuis breton, le grand sentier longeant le trait de côte du pont de l'Ile de Ré à Charron passe par Marsilly selon un axe sud-ouest / nord-est de Nieul-sur-Mer à Esnandes. Le sentier est destiné aux piétons et aux cyclistes.

## Arts
- L'écrivain Georges Simenon habite la commune de février 1932 à décembre 1934, en La Richardière, ancienne demeure seigneuriale édifiée en 1489 (toujours visible aujourd'hui), qu'il envisage d'acheter, mais que le propriétaire de l'époque refuse de lui céder[40]… Il s'installe alors dans la commune voisine de Nieul-sur-Mer. Plusieurs de ses romans évoquent la région, dont celui qui porte le titre Le Coup-de-Vague, paru en 1939 et inspiré par un lieu-dit de la commune ainsi dénommé.
- Le port de La Pelle sert de décor[41] pour certaines scènes de la série télévisée allemande Das Boot  diffusée en 2018.

### Héraldique
| Blason | Blasonnement : Taillé : au 1er d’azur à la barque à voile carrée d’argent voguant sur une mer isolée du même, au 2e de sinople à la grappe de raisin feuillée de deux pièces d’argent. |